# مدينة ناصر (سوهاج)

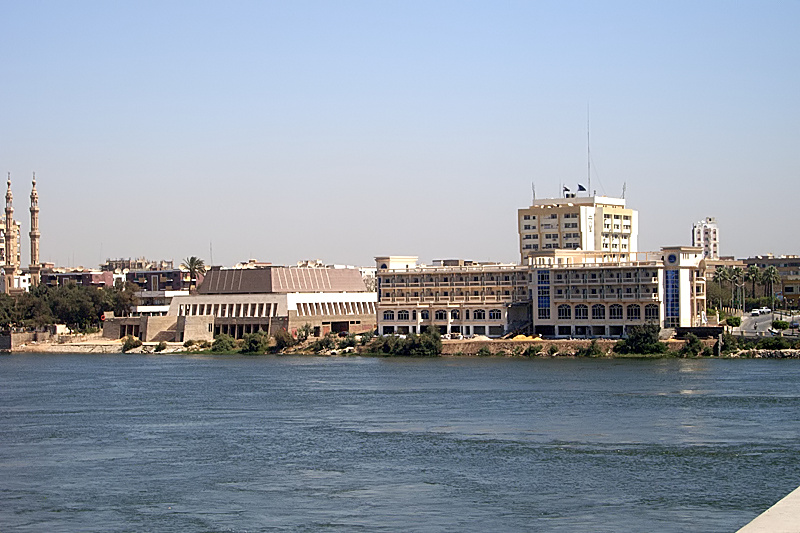

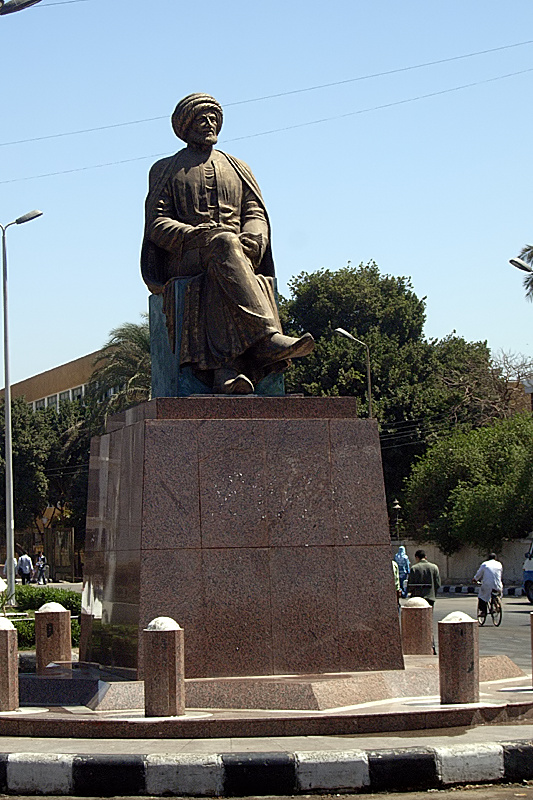
نصب تذكاري لرفاعة الطهطاوي بمدينة ناصر

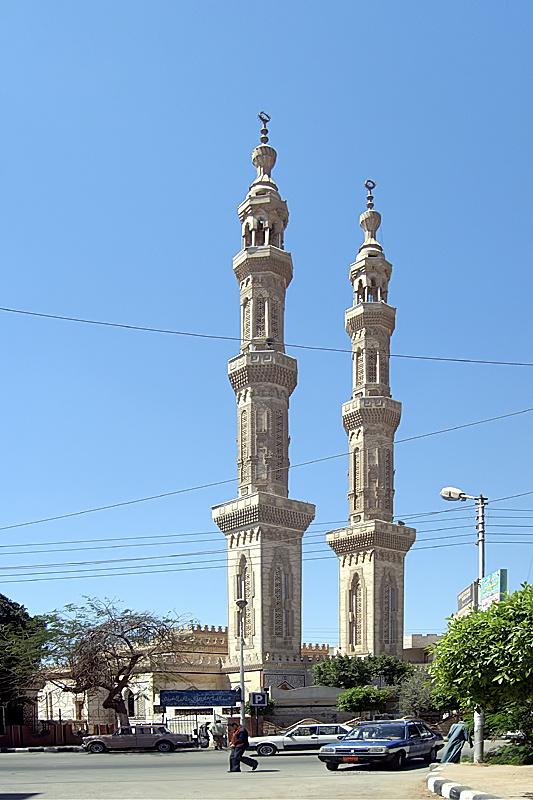
جامع علي بن أبي طالب بمدينة ناصر

مدينة ناصر هي مدينة حديثة تابعة لمحافظة سوهاج - حي شرق تقع على الجانب الشرقي للنيل وسميت بهذا الاسم نسبة إلى الرئيس الراحل جمال عبد الناصر حيث انشئت في عهده وهي تضم الآن العديد من المؤسسات الحكومية الهامة مثل مبنى الجامعة ويشتمل على كليات التربية والاداب والعلوم والتجارة والطب ويقع بها مبنى المحافظة والذي يضم مكتب المحافظ ومعاونيه وكذلك بها الاستاد الرياضي يحدها من الجنوب قرية جزيرة محروس ومن الشمال قرية أبار ونيده ومن الشرق قرية العزبة والعرب ومن الغرب نهر النيل .